# Sergej Sjojgu
Sergej Kusjugetovitj Sjojgu (russisk: Сергей Кужугетович Шойгу tuvinsk: Сергей Күжүгет оглу Шойгу født 21. maj 1955) er en russisk militærofficer og politiker, der fra maj 2024 har været leder af Ruslands Sikkerhedsråd. Han var fra 2012 til maj 2024 Ruslands forsvarsminister og formand for Rådets af forsvarsministre i SNG.
Forinden udnævnelsen til forsvarsminister var Sjojgu minister for civilforsvar, nødsituationer og eliminering af konsekvenser af naturkatastrofer (1991 til 2012). Han har kortvarigt i 2012 været guvernør i Moskva oblast. Sjojgu er en betroet rådgiver til Ruslands præsident Vladimir Putin og en del af Putins indercirkel.

## Opvækst og uddannelse
Sjojgu blev født den 21. maj 1955 i Tjadan i den fjerntliggende og underudviklede autonome republik Tyva beliggende nord for Mongoliet. Faderen var en tuvinsk avisredaktør, Kusjuget Sjojgu (1921–2010), og moderen en ukrainsk-født russisk kvinde, Aleksandra Sjojgu (1924–2011). Moderen voksede op byen Stakhanov i Donbass i Ukrainske SSR og havde traumatiske oplevelser under Nazi-Tysklands besættelse af området under 2. verdenskrig, hvor hun blev arresteret af de tyske styrker. Hun blev senere medlem af Tyvas regionale Folkeråd og partisekretær for kommunistpartiets regionale komitee i Tyva og blev en indflydelsesrig person i kommunistpartiets organisation i republikken.
Efter at være gået ud af Skole nr. 1 i Kyzyl i Tyva, studerede Sjojgu ved Krasnojarsk Polytekniske Institut, hvorfra han i 1977 dimenterede som civilingeniør.

## Tidlig karriere og medlemskab af kommunistpartiet
Efter sin eksamen som civilingeniør arbejdede Sjojgu de næste 10 år med byggeprojekter over det meste af Sovjetunionen, hvor har steg i graderne. I 1988 opnåede Sjojgu en stilling ved kommunistpartiets afdeling i Abakan og herefter i Komsomol i nogle år. I 1990 flyttede Sjojgu fra Sibirientil Moskva, hvor han blev vice-formand for den Russiske Føderations Komité for Arkitektur og Byggeri. Den kommende præsident Boris Jeltsin havde en tilsvanrede stilling i komitéen og Sjojgu opnåede Jeltsins tillid.

## Minister for civilforsvar, nødsituationer og eliminering af konsekvenser af naturkatastrofer (1991–2012)
Sjojgu blev i 1991 af Boris Jeltsin udpeget som leder af det nyoprettede Russiske redningskorps, der til fik ansvar for rednings- og katastrofesituationer. Redningskorpset overtog ansvaret fra sovjettidens civilforsvarssystem og overtog hurtigt det 20.000 mand store paramilitære Civilforsvarsberedskab, der hidtil havde hørt under forsvarsministeriet. Sjojgu blev udpeget som formand for Ruslands Statskomité for civilforsvar, nødsituationer og eliminering af konsekvenser af naturkatastrofer. Civilforsvaret forblev en kvasi-militær organisation i sovjetisk tradition og Sjojgu var politisk involveret i organisationens aktiviteter, herunder det fejlslagne forsøg på at evakuere den russisk støttede afghanske præsident Mohammad Najibullah i 1992 og den planlagte uddeling af våben fra civilforsvarets lagre til Jeltsins tilhængere under kuppet i 1993. I overensstemmelse med den militære struktur af Ruslands civilforsvar fik Sjojgu i 1993 rang af generalmajor, og blev i 1995 forfremmet til generalløjtnant, generaloberst i 1998, og til armégeneral (den i praksis højeste militære rang) i 2003. Komitéen blev i 1994 omdøbt til ministeriet for civilforsvar, nødsituationer og eliminering af konsekvenser af naturkatastrofer (MChS), hvorved Sjojgu indtrådte som minister i den russiske føderations regering. Han blev populær grundet sin involvering i den enkelte sager og sin offentlige synlighed under nødsituationer i landet, som oversvømmelser, jordskælv og terrorangreb. Under SjoJgu overtog ministeriet også ansvaret for Ruslands brandvæsen i 2002, hvorved MChS blev det tredjestørste værn i Rusland.
Han blev i 1999 leder af det politiske parti Enhed; et pro-regeringsparti oprettet af Kreml som modsvar til anti-Jeltsin alliancen Fædreland - Hele Rusland. Enhed sikrede Vladimir Putins valg til præsidentposten i 2001 og blev herefter sammenlagt med det regerende parti Forenet Rusland; Sjojgu stemte som den eneste delegerede imod sammenlægningen. Sjojgu fortsatte som vice-leder af Forenet Rusland. Han modtog i 1999 Ruslands mest prestigefyldte orden: Russiske Føderations Helt.

## Guvernør af Moskva oblast (2012)
I de mere end 20 som minister for civilforsvar m.m. opnåede Sjojgu en tæt forbindelse til Vladimir Putin, der i 2012 belønnede Sjojgu med udpegningen til guvernør for Moskva oblast, en stilling der blev tiltrådt den 11. maj samme år.

## Forsvarsminister (2012 − 2024)
Den 6. november 2012 blev Sjojgu af Putin udnævnt til forsvarsminister, hvor han efterfulgte Anatolij Serdjukov, der havde iværksat omfattende reformer af det russiske militær som følge af erfaringerne fra den russisk-georgiske krig. Ifølge ruslandseksperten Sergej Smirnov havde "Petersborg-gruppen" blandt silovikierne (Sergej Ivanov, Sergej Tjemezov og Viktor Ivanov) ønsket en af deres egne til at efterfølge Serdjukov, men Putin ønskede ikke at stykrke gruppens indflydelse og valgte i stedet den neutrale Sjojgu. Som forsvarsminister har Sjojgu ved flere lejligheder rejst sammen med Putin på weekend ophold forskellige steder i Sibirien.
Serdjukov var upopulær blandt højtstående militærfolk, der anså ham som civilist uden militær baggrund, noget som Sjojgu har forsøgt at imødegå ved symbolsk ofte at vise sig iført generaluniform og ved at genskabe militærenheder, der var nedlagt af Serdjukov samt genansætte flere opsagt militærledere. Ydermere har Sjojgu forsøgt at opnå militærets accept af forandringer og reformer fremfor at gennemføre disse på tværs af militærets ønsker, ligesom flere militærfolk er blevet tildelt stillinger i det politiske system og Sjojgu har fjernet civile embedsfolk fra skatteministeriet ansat af Serdjukov i forsvarsministeriet og i militæret. Som forsvarsminister har Sjojgu fortsat bestræbelserne på at reformere det russiske militær. Som en del af reformerne er forsøgt at omlægge hæren fra en mobiliseringsstyrke til en stående professionel hær med en særlig operationsstyrke, der kan indsættes hurtigt i det, der anses som den russiske interessesfære. Det har imidlertid vist sig vanskeligt at opnå de ønskede mål bl.a. som følge af Ruslands ændrede demografi, der indebærer, at antallet af egnede mænd til indtræden i hæren er blevet formindsket, hvorfor det allerede i 2013 blev nødvendigt at forøge antallet at indkaldte.
I forbindelse med Krigen i Donbass, hvor russisksindede separatister i Ukraine udråbte udbryderrepublikkerne Folkerepublikken Lugansk og Folkerepublikken Donetsk, blev Rusland anklaget for at støtte separatisterne, og Ukraine åbnede en kriminalsag mod Sjojgu med anklager om medvirken (med Putins støtte) til terrorisme ved at levere våben og støtte til separatisterne.
I marts 2015 trak Rusland sig under Sjojgus ministertid formelt ud af CFE-aftalen, en traktat, der begrænsede NATO's og Ruslands militære styrker i Europa.
Under Sjojgus tid som forsvarsminister har Rusland interveneret i Syriens borgerkrig på præsident	Bashar al-Assads side, ligesom Rusland i 2022 invaderede Ukraine. Under krigen i Ukraine har Rusland lidt store tab, hvilket har ført til kritik af Sjojgu blandt dele af den russiske elite, der bl.a. har beskyldt Sjojgu for ikke at være tilstrækkelig resolut i sin indsats under krigen.
Kritikken af Sjojgus indsats under krigen var omfattende, og særlig lederen af den private paramilitære Wagnergruppe, Jevginij Prigosjin, kritiserede åbent Sjojgu og forlangte hans afgang. Wagnergruppens oprør i juni 2023 havde bl.a. til formål at afsætte Sjojgu, men oprøret mislykkedes, og Prigosjin omkom senere under uafklarede omstændigheder. 
I forbindelse med indsættelsen af Vladimir Putin i dennes femte regeringsperiode, blev Putins kabinet opløst, og det blev meddelt, at Sjojgu ikke var nomineret til genindsættelse, og at han i stedet var blevet tildelt posten som formand for Ruslands Sikkerhedsråd; en post, der formelt er højt rangerende, men som ikke har kommando over militæret.

## Sanktioner
Som følge af sin rolle i Ruslands krigsførelse mod Ukraine indførte EU den 23. februar 2022 sanktioner rettet med Sjojgu personligt. To dage senere indførte USA tilsvarende personlige sanktioner mod Sjojgu, og den 28. februar 2022 indførte også Canada sanktioner mod Sjojgu.